# Franz Xaver Martz

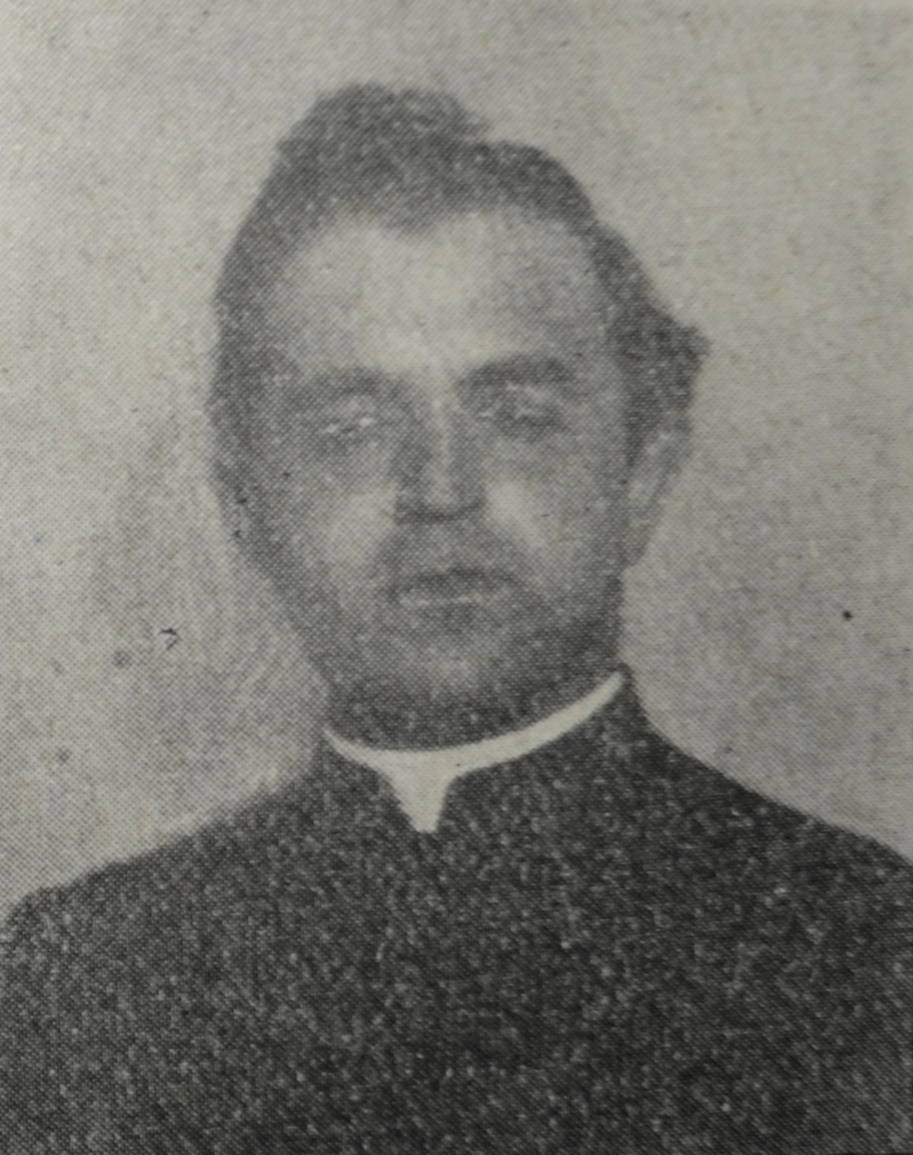
Franz Xaver Martz, 1911

Franz Xaver Martz (* 31. August 1879 in Brumath, † nach 1918) war Priester, Redakteur und Mitglied der zweiten Kammer des Landtags des Reichslandes Elsaß-Lothringen für das Zentrum.
Franz Xaver Martz, der katholischer Konfession war, besuchte 1891 bis 1897 das bischöfliche Gymnasium in Straßburg und studierte 1897 bis 1902 katholische Theologie am Priesterseminar in Straßburg. Danach leistete er fünf Jahre Seelsorge und war 1907 bis 1909 Redakteur beim Elsässischen Volksboten, seit 1909 beim „Elsässer“. Daneben war er aushilfsweise Vikar in Düttlenheim (Kanton Geispolsheim) und aktiv im sozialen Vereinswesen. 
Bei der ersten (und einzigen) Wahl zum Landtag trat er im Wahlkreis Geispolsheim-Oberehnheim als Kandidat des Zentrums an. Im Ersten Wahlgang wurden im Wahlkreis von den 8205 Stimmberechtigten 6952 Stimmen abgegeben. Auf Martz entfielen 3636, auf den Sozialdemokraten Oertel 1746 und den liberalen Kandidaten Dr. Mary 1544 Stimmen. Franz Xaver Martz gehörte dem Landtag bis 1918 an.
Er war Präses des katholischen Kaufmännischen Vereins „Argentina“ in Straßburg.

## Werke
- „Jugendvereine und Gewerkschaften“ (Hirxheim 1906)
- „Im Kampfe um die Jugend“ (Hirxheim, 1907)